# ミシェル・ダルベルト
ミシェル・ダルベルト（Michel Dalberto, 1955年6月2日 - ）はフランス・パリ出身のピアニスト。12歳の時にアルフレッド・コルトーの愛弟子ヴラド・ペルルミュテールに紹介され、1968年パリ国立高等音楽院のペルルミュテールのクラスに入学、9年後卒業。1975年にクララ・ハスキルコンクール優勝、1978年にはリーズ国際ピアノ・コンクールに優勝するなど。1996年、フランス政府より国家功労勲章を受章。
古典派・ロマン派・近現代のピアノ作品を演奏するが、シューベルト作品の深みある解釈には支持が多い。現在では、イタリアのイモラ音楽院で教鞭をとり後進の育成にあたる他、上記出身コンクールの審査員も務める。
趣味も広く、ダイビングやスキーも楽しむなど演奏外の個性も人気の一つになっている。
日本では、NHKの 『スーパーピアノレッスン』 でシューベルトのピアノソナタを若手奏者に指導するなど、愛好家には知られた存在。特にソナタの歌謡的な美しさと、作曲家の所在無さといった心情までくみ取る指導・演奏は評判を呼んでいる。